# Liste des îles des Philippines

Carte des îles des Philippines.

Les Philippines sont un immense archipel du Sud-Est asiatique composé de 7 641 îles dont onze totalisent plus de 90 % des terres et dont un peu plus de 2 000 seulement sont habitées. La liste ci-après en recense les plus importantes.
L'archipel est divisé en trois groupes d'îles : le groupe Luçon, le groupe Visayas et le groupe Mindanao. Du point de vue administratif, les Philippines sont réparties en 17 régions, y compris les deux régions autonomes et la région capitale. Chaque région est divisée en provinces, puis en villes ou municipalités, elles-mêmes subdivisées en barangays. 

## Tableau
| Île           | Groupe d'îles | Archipel          | Superficie (km2) | Population | Caractéristiques |
| ------------- | ------------- | ----------------- | ---------------- | ---------- | --- |
| Itbayat       | Luçon         | Îles Batanes      | 83,13            | 2 988      | |
| Batan         | Luçon         | Îles Batanes      | 98,18            | 11 979     | Basco est la capitale provinciale |
| Sabtang       | Luçon         | Îles Batanes      | 40,70            | 1 637      | |
| Babuyan       | Luçon         | Îles Babuyan      | 100,00           | 1 423      | |
| Calayan       | Luçon         | Îles Babuyan      | 186,00           | 16 233     | Île principale du groupe |
| Dalupiri (en) | Luçon         | Îles Babuyan      |                  |            | |
| Fuga (en)     | Luçon         | Îles Babuyan      | 100,00           | 1 786      | |
| Camiguin      | Luçon         | Îles Babuyan      |                  |            | |
| Luçon         | Luçon         |                   | 104 688,00       | 39 500 000 | La plus grande île des Philippines et la quinzième au monde par sa superficie, elle est aussi la plus peuplée regroupant 40 % de la population du pays.              |
| Polillo       | Luçon         | Îles Polillo      | 615,00           | 63 448     | Les îles Polillo sont situées à l'est de Luçon |
| Patnanungan   | Luçon         | Îles Polillo      | 88,70            | 12 825     | |
| Jomalig       | Luçon         | Îles Polillo      | 56,65            | 6 884      | |
| Catanduanes   | Luçon         |                   | 1 492,00         | 246 300    | Île située au sud-est de Luçon |
| Talim         | Luçon         |                   | 26,00            | 39 283     | Île située sur le lac de Laguna de Bay |
| Igbon         | Luçon         |                   |                  |            | entre le golfe de Lagonoy et celui d'Albay |
| Rapu-Rapu     | Luçon         |                   |                  |            | entre le golfe de Lagonoy et celui d'Albay |
| Lubang        | Luçon         | Îles Lubang (ceb) | 125,00           | 32 028     | La plus grande du groupe au sud-ouest de Luçon |
| Mindoro       | Luçon         |                   | 9 735,00         | 1 000 340  | au sud de Luçon |
| Marinduque    | Luçon         |                   | 952,58           | 227 828    | au sud de Luçon |
| Romblon       | Luçon         |                   | 86,87            | 37 544     | Les îles Romblon sont à l'extrême sud de Luçon |
| Sibuyan       | Luçon         | Îles Romblon      | 445,00           | 52 615     | |
| Tablas        | Luçon         | Îles Romblon      | 686,00           | 144 000    | La plus grande île du groupe |
| Masbate       | Luçon         | Îles Masbate      | 3 290,00         | 555 573    | Les îles Masbate sont situées à l'extrême sud de Luçon |
| Burias        | Luçon         | Îles Masbate      | 424,00           |            | |
| Ticao         | Luçon         | Îles Masbate      | 334,00           |            | |
| Palawan       | Luçon         | Îles Palawan      | 12 189,00        | 430 000    | Archipel le plus occidental des Philippines |
| Agutaya       | Luçon         | Îles Palawan      |                  |            | |
| Balabac       | Luçon         | Îles Palawan      |                  |            | L'île la plus occidentale de l'archipel |
| Bugsuk        | Luçon         | Îles Palawan      | 119,00           |            | |
| Dumaran       | Luçon         | Îles Palawan      | 435,00           | 21 397     | |
| Busuanga      | Luçon         | Îles Calamian     | 890,00           | 45 000     | L'archipel est situé à la pointe orientale des îles Palawan |
| Coron         | Luçon         | Îles Calamian     | 75,00            | 2 500      | |
| Culion        | Luçon         | Îles Calamian     | 389,00           | 19 543     | |
| Linapacan     | Luçon         | Îles Calamian     | 195,44           | 14 190     | |
| Cuyo          | Luçon         |                   | 57,00            | 21 847     | Archipel de 45 petites îles situé entre Palawan et Panay ; l'ensemble fait 130 km2                                                                                   |
| Spratleys     |               |                   | 5,00             | inhabité   | Archipel corallien de la mer de Chine méridionale ; souveraineté contestée                                                                                           |
| Panay         | Visayas       |                   | 11 515,00        | 3 501 560  | |
| Malapascua    | Visayas       |                   | 2,00             | 5 000      | |
| Capul         | Visayas       |                   | 35,56            | 12 659     | |
| Guimaras      | Visayas       |                   | 604,57           | 162 943    | |
| Negros        | Visayas       |                   | 13 328,40        | 4 194 525  | |
| Bantayan      | Visayas       |                   | 81,68            | 114 314    | |
| Cebu          | Visayas       |                   | 4 943,72         | 2 619 362  | |
| Siquijor      | Visayas       |                   | 343,50           | 91 066     | |
| Panglao       | Visayas       |                   | 55,37            | 28 603     | |
| Bohol         | Visayas       |                   | 4 117,30         | 1 137 268  | |
| Leyte         | Visayas       |                   | 7 368,00         | 2 188 295  | Leyte est raccordé par des ponts routiers aux îles de Samar et Biliran                                                                                               |
| Biliran       | Visayas       |                   | 555,00           | 143 085    | |
| Samar         | Visayas       |                   | 13 080,00        | 1 783 690  | La plus orientale du groupe des Visayas |
| Panaon        | Visayas       |                   |                  |            | |
| Îles Dinagat  | Mindanao      |                   | 802,12           | 106 951    | Archipel situé au nord-est de Mindanao |
| Siargao       | Mindanao      |                   | 437,00           |            | |
| Massapalid    | Mindanao      |                   | 114,00           | 20 304     | Autre nom : Bucas Grande |
| Camiguin      | Mindanao      |                   | 229,80           | 74 232     | |
| Mindanao      | Mindanao      |                   | 97 530,00        | 21 582 540 | Deuxième île des Philippines en superficie et en population, vingtième île mondiale par sa superficie ; le point culminant des Philippines, le mont Apo, s'y trouve. |
| Basilan       | Mindanao      | archipel de Sulu  | 1 234,20         | 332 828    | l'île la plus au nord de l'archipel |
| Jolo          | Mindanao      | archipel de Sulu  | 869,00           | 447 700    | |
| Tawi-Tawi     | Mindanao      | archipel de Sulu  | 1 087,40         | 366 550    | |
| Bongao        | Mindanao      | archipel de Sulu  | 365,95           | 79 362     | l'île la plus à l'ouest de l'archipel |
| Sarangani     | Mindanao      |                   | 97,72            | 23 290     | |
| Balut         | Mindanao      |                   |                  |            | à l'extrême sud de Mindanao |